# Lilia Dale
Lilia Dale (Pula, Istria, 18 de julio de 1919) es una actriz italiana. Hizo su debut en el cine en la película de Mario Camerini Il signor Max (1937). Un año después hizo parte del elenco de Nonna Felicità, dirigida por Mario Mattoli. Mad Animals de 1939 fue su siguiente película, donde fue dirigida por Carlo Ludovico Bragaglia. Su última aparición en cine se dio en la película Manon Lescaut (1940) de Carmine Gallone. Ese año se retiró de manera súbita del ambiente cinematográfico.

## Filmografía seleccionada

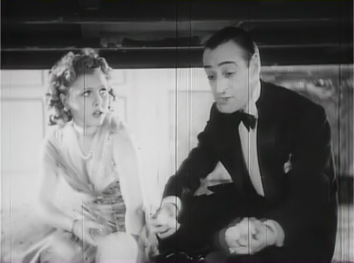
Lilia Dale y Totò en un fotograma de Mad Animals.

- Il signor Max (1937)
- Nonna Felicità (1938)
- Mad Animals (1939)

- Who Are You? (1939)
- Red Tavern (1940)
- Manon Lescaut (1940)